# Associazione Sportiva Fanfulla 1943-1944
Questa pagina raccoglie le informazioni riguardanti l'Associazione Sportiva Fanfulla nelle competizioni della stagione 1943-1944.

## Stagione
Nemmeno la guerra civile ferma del tutto il calcio. Nel 1943 la Seconda guerra mondiale in corso rese impossibile organizzare un campionato ufficiale di calcio, ma la voglia di normalità è troppo forte. Vengono perciò organizzati tornei regionali. Il torneo Lombardo è formato da otto squadre, che nelle quattordici giornate disputate si sono così classificate: Ambrosiana-Inter, Varese, Brescia, Fanfulla, Milan, Pro Patria, Cremonese e Atalanta. L'Ambrosiana-Inter ed il Varese, che nello spareggio delle seconde ha battuto il Brescia (1-0), sono ammesse alle qualificazioni interzonali. Il Fanfulla si è piazzato quarto con 15 punti.

## Rosa
| N. |                   | Ruolo | Calciatore          |
| -- | ----------------- | ----- | ------------------- |
|    | Italia (bandiera) | P     | Carlo Facchini      |
|    | Italia (bandiera) | P     | Alessandro Fregoni  |
|    | Italia (bandiera) | D     | Giovanni Antorri    |
|    | Italia (bandiera) | D     | Felice Cerri        |
|    | Italia (bandiera) | D     | Bruno Crola         |
|    | Italia (bandiera) | D     | Ermelindo Lovagnini |
|    | Italia (bandiera) | D     | Luciano Omini       |
|    | Italia (bandiera) | C     | Bruno Baruzzi       |
|    | Italia (bandiera) | C     | Giuseppe Carelli    |

| N. |                   | Ruolo | Calciatore        |
| -- | ----------------- | ----- | ----------------- |
|    | Italia (bandiera) | C     | Carlo Cattaneo    |
|    | Italia (bandiera) | C     | Pietro Cremaschi  |
|    | Italia (bandiera) | C     | Ermanno Granata   |
|    | Italia (bandiera) | C     | Luigi Sichel      |
|    | Italia (bandiera) | A     | Mario Bandirali   |
|    | Italia (bandiera) | A     | Egidio Capra      |
|    | Italia (bandiera) | A     | Tarcisio Galbiati |
|    | Italia (bandiera) | A     | Luigi Gallanti    |
|    | Italia (bandiera) | A     | Giuseppe Rota     |